# Karomama I
Karomama I (Krmm) va ser una reina egípcia de la XXII Dinastia. Era la dona del rei Osorkon II, quart governant de la dinastia.

## Família
Karomama era filla probablement del faraó Takelot I. És una de les tres esposes conegudes d'Osorkon II. Les altres esposes són Isetemkheb G i Djedmutesankh IV.
Karomama era mare d'almenys dos fills i tres filles:
- El príncep Xeixonq D, Summe Sacerdot de Ptah.
- El príncep Hornakht, Summe Sacerdot d'Amon a Tanis. Va ser enterrat a la tomba del seu pare a Tanis, després de morir als 8 o 9 anys.[3]
- La princesa Taixakheper. Podria haver servit com a Esposa del Déu Amon durant el regnat de Takelot III.
- La princesa Karomama C. Segurament sigui la mateixa persona que Karomama Meritut, que va servir com a Esposa del Déu Amon.
- La princesa [Ta?]iirmer.

## Biografia
Osorkon II va fer bastir molts edificis durant el seu regnat. Una detallada sala monumental de granit vermell, feta l'any 22 del seu regnat, tenen imatges en relleu d'ell i de la reina Karomama a les parets.
La reina Karomama (també coneguda com a Karoama B) era una filla reial, però no és clar quin rei era el seu pare. Com que no apareix el títol de Germana del Rei relacionat amb ella, es pot suposar que no era filla de Takeloth I (Osorkon II era fill de Taheloth), però la manca d'aquest títol no permet concloure res. Altres candidats són Xeixonq II o Harsiese. En els relleus del Jubileu, l'acompanyen les seves tres filles Taixakheper A, Karomama C i [Ta?]iirmer (Any 22).

## Sepultura
Com totes les tombes de les reines de la dinastia, l'enterrament de Karoma II no es coneix amb certesa. Tanmateix, l'any 1915, una excavació clandestina al lloc de Leontòpolis va treure a la llum la tomba d'una reina el nom i protocol de la qual es comparaven amb els de Karoma II. La tomba, el contingut de la qual va començar a aparèixer al mercat d'antiguitats, va ser ràpidament identificada pel Servei d'Antiguitats Egípcies i finalment va ser excavada i estudiada. Malgrat aquest primer saqueig, va lliurar un sarcòfag que encara contenia nombroses joies, així com la mòmia de la reina i les restes del seu viàtic funerari.
Entre les joies que portava la mòmia hi havia un gran pectoral d'electre calat, amb incrustacions de lapislàtzuli. La figura central representa el déu Amon, amb el cap d'un moltó que porta el disc solar, emmarcat per dues deesses, Isis i Maat. El déu apareix ajupit sobre un ram de flors de lotus que emergeixen dels aiguamolls. Aquesta escena mitològica representa el naixement del sol, protegit per les dues grans deesses, ambdues portant el disc solar. A més d'aquesta obra mestra de l'orfebreria del Tercer Període Intermedi, el sarcòfag també contenia un escarabeu en nom de la reina, i al seu costat diversos uixebti, alguns dels quals en fragments. Tot plegat confirmaria la seva identitat reial.
Les circumstàncies fosques del descobriment d'aquesta tomba, ha fet que només una part dels seus objectes es poguessin trobar i guardar al Museu del Caire. Els fets, en canvi, ja no permeten trobar amb certesa el lloc del descobriment, ara perdut sota les cultures que des d'aleshores s'han menjat el tell de Leontòpolis. La identificació d'aquesta reina dona lloc a diverses interpretacions considerant-la o bé l'esposa de Takelot II, o bé la d'Osorkon II.
En tot cas, la presència d'aquesta tomba reial confirmaria que les reines de la dinastia tenien la seva necròpolis a un altre lloc que no fos a Tanis, llevat que la ciutat de Leontòpolis fos la ciutat d'origen de Karoma II.